# Xã đặc quyền Plymouth, Michigan
Xã Plymouth (tiếng Anh: Plymouth Township) là một xã thuộc quận Wayne, tiểu bang Michigan, Hoa Kỳ. Năm 2010, dân số của xã này là 27.524 người.